# Africanemertes swakopmundi
Africanemertes swakopmundi är en djurart som tillhör fylumet slemmaskar, och som beskrevs av Stiasny-Wijnhoff 1942. Africanemertes swakopmundi ingår i släktet Africanemertes och familjen Tetrastemmatidae. Inga underarter finns listade i Catalogue of Life.